# Robert Sacre
Robert Sacre (ur. 6 czerwca 1989 w Baton Rouge) – amerykański koszykarz, grający na pozycji środkowego, posiadający także kanadyjskie obywatelstwo, reprezentant Kanady.
Sacre grał w drużynie koszykówki na Uniwersytecie Gonzaga, gdzie spędził cztery lata w drużynie Gonzaga Bulldogs. Przez pierwszy sezon wchodził głównie z ławki, grając po 9 minut na mecz. W trzecim meczu na drugim roku studiów złamał nogę i uniemożliwiło mu to dalszy udział w rozgrywkach. Od sezonu 2009/10 był podstawowym środkowym Bulldogs.
Sacre był członkiem reprezentacji Kanady na Mistrzostwach Świata 2010.
Sacre zgłosił się do draftu 2012 i został w nim wybrany z 60 numerem przez Los Angeles Lakers.

## Osiągnięcia
Stan na 20 stycznia 2020, na podstawie, o ile nie zaznaczono inaczej.
NCAA
- Uczestnik:
  - II rundy turnieju NCAA (2010–2012)
  - turnieju NCAA (2008, 2010–2012)
  - meczu gwiazd NCAA – Reese's College All-Star Game (2013)
- Mistrz:
  - turnieju konferencji West Coast (WCC – 2011)
  - sezonu regularnego WCC (2008, 2010–2011)
- Obrońca roku WCC (2012)
- Zaliczony do I składu defensywnego WCC (2011, 2012)

Reprezentacja
- Mistrz Kontynentalnego Pucharu Tuto Marchanda (2015)
- Brązowy medalista mistrzostw Ameryki (2015)
- Uczestnik:
  - mistrzostw:
    - świata (2010 – 22. miejsce)
    - Ameryki U–18 (2006 – 4. miejsce)